# Moritz Schrauf
Mauritius „Moritz“ Schrauf OSB (* 21. April 1891 als Georg Schrauf in Mintraching, Ortsteil Herzogmühle; † 13. Februar 1974 in Buchloe) war ein deutscher Benediktiner und Landwirt.

## Leben
Moritz Schrauf wurde als Georg Schrauf geboren. Nach der Schulzeit trat er am 11. Oktober 1914 in der Erzabtei Sankt Ottilien in den Benediktinerorden ein. Dabei nahm er den Ordensnamen Mauritius an. Nach dem Studium der katholischen Theologie wurde er am 20. Juli 1920 zum Priester geweiht. Danach studierte er an der Technischen Hochschule München Agrarwissenschaften und nach dem Studienabschluss 1924 als Diplom-Landwirt an der Universität Hamburg 1924 und 1925 Pflanzenbau und Tierzucht.
Danach kehrte er als Leiter der Ökonomie und Klosterverwalter in sein Kloster zurück. 1950 bis 1965 war er gleichzeitig Leiter der dortigen Landwirtschaftsschule.
Für seine Verdienste um die klösterliche Landwirtschaft wurde er 1953 mit dem Verdienstkreuz am Bande der Bundesrepublik Deutschland und 1959 mit dem Bayerischen Verdienstorden ausgezeichnet, außerdem wurde er 1966 zum Bischöflich Geistlichen Rat ernannt.

## Werke
- Christliche Lebensordnung. Lehr- und Lebensbuch für das katholische Landvolk. St. Ottilien: Eos, 1953.